# تپه قره قانلو
تپه قره قانلو مربوط به سدهٔ ۷ ه.ق است و در شهرستان مانه و سملقان، روستای قرقانلو واقع شده و این اثر در تاریخ ۳ بهمن ۱۳۵۶ با شمارهٔ ثبت ۱۵۸۴ به‌عنوان یکی از آثار ملی ایران به ثبت رسیده است.